# Hybanthus guanacastensis
Hybanthus guanacastensis är en violväxtart som beskrevs av Paul Carpenter Standley. Hybanthus guanacastensis ingår i släktet Hybanthus och familjen violväxter. Inga underarter finns listade i Catalogue of Life.